# Pedro Carmona-Alvarez
Pedro Carmona-Alvarez (* 1972 in La Serena, Chile) ist ein naturalisierter norwegischer Roman-Schriftsteller, Lyriker und Musiker.

## Leben und Werk
Weil sein Vater politisch verfolgt wurde, musste er mit zehn Jahren aus Chile fliehen und kam über Argentinien nach Norwegen.
Carmona-Alvarez debütierte 1997 mit der Lyriksammlung Helter. Es folgten weitere Gedichtbände, Essays und Romane. 2012 erhielt er den P2-lytternes Romanpreis für seinen Roman Og været skiftet og det ble sommer og så videre (dt.: Später, in der Zukunft, die kommen wird, 2013).
Pedro Carmona-Alvarez lebt in Bergen.

## Auszeichnungen
- Cappelenprisen (2004) für Prinsens gate
- Den norske Lyrikklubbens pris (2005) für Prinsens gate
- Sultprisen (2005)
- Romanpreis der P2-Zuhörer (2012) für Og været skiftet og det ble sommer og så videre

## Werke
- Helter. Gedichte, Cappelen, Oslo 1997
- La det bare bli blåmerker igjen. Roman. Cappelen, Oslo 2000
- Clown town. Gedichte. Cappelen, Oslo 2002
- Prinsens gate. Gedichte. Cappelen, Oslo 2004
- Hjemmelekser. Essays. Cappelen, Oslo 2007
- Rust. Roman. Kolon forlag, Oslo 2009
- Og været skiftet og det ble sommer og så videre. Roman. Kolon forlag, Oslo 2012 (dt. Später, in der Zukunft, die kommen wird, Open House Verlag, Leipzig 2013)
- Bergen Ungdomsteater (2016)[1]